# Абдурахманов, Шухратбек Кушакбаевич
Шухратбек Кушакбаевич Абдурахманов (узб. Shuhratbek Kushakbaevich Abdurahmonov; род. в 1969 году, Избосканский район, Андижанская область, УзССР) — узбекский агроном и государственный деятель, хоким Андижанской области с 26 апреля 2013 года.

## Биография
Родился в 1969 году в Андижанской области.
В 1992 году окончил Андижанский институт хлопководства, по специальности агроном.
В 1992 начал трудовую деятельность заведующим агрономом-энтомологом 5-го отдела агрофирмы «Маданият», а затем начальником хлопководческой бригады компании «Навбахор». В 1994 году становится главным агрономом агрофирмы «Маданият». В 1999 стал заместителем начальника управления сельского и водного хозяйства. В 2000 году избран председателем общества «Навбахор». В 2001 году стал первым заместителем хокима Пахтаабадского района Андижанской области, а также начальником районного отдела сельского и водного хозяйства. В 2004 году назначен хокимом Пахтаабадского района Андижанской области. С 2011 года — заместитель хокима Андижанской области, начальник областного управления сельского и водного хозяйства.
26 апреля 2013 года указом президента Узбекистана Ислама Каримова назначен хокимом Андижанской области.
С 2013 года член Сената Олий Мажлиса Республики Узбекистан и депутат Андижанского областного Кенгаша народных депутатов.

## Награды
- орден «Фидокорона хизматлари учун» (2024)[5]
- медаль «Шухрат» (2010)
- Нагрудной знак «Уй-жой коммунал хизмат кўрсатиш аълочиси»[6] (2020)